# Alvin Queen
Alvin Queen (født 16. august 1950 i New York, USA) er en amerikansk jazztrommeslager.
Queen har spillet med Horace Silver, Larry Young, NHØP, Clark Terry, Dizzy Gillespie, Art Farmer, Dexter Gordon, Kenny Drew, Wynton Marsalis, Horace Parlan, Branford Marsalis, Oscar Peterson, Milt Jackson, Jimmy Garrison og Johnny Griffin.
Han spiller fra swing over bebop til hardbop-stil.
Queen har ledet flere grupper og indspillet en del plader i eget navn.